# Altötting
Altötting város Németországban. Lakosainak száma 13 172 fő (2023. december 31.).

## Fekvése
Dorfentől keletre fekvő település.

## Népesség
| Lakosok száma | 2664 | 4344 | 9031 | 11 325 | 10 624 | 12 559 | 12 750 | 12 906 | 12 983 | 13 172 |
|               | 1875 | 1900 | 1950 | 1970   | 1987   | 2013   | 2015   | 2017   | 2021   | 2023   |

## Története
Altötting a 17–18. században az itáliai Loretóhoz, vagy a francia Lourdes-hoz hasonló jelentőségű búcsújáró helynek számított.

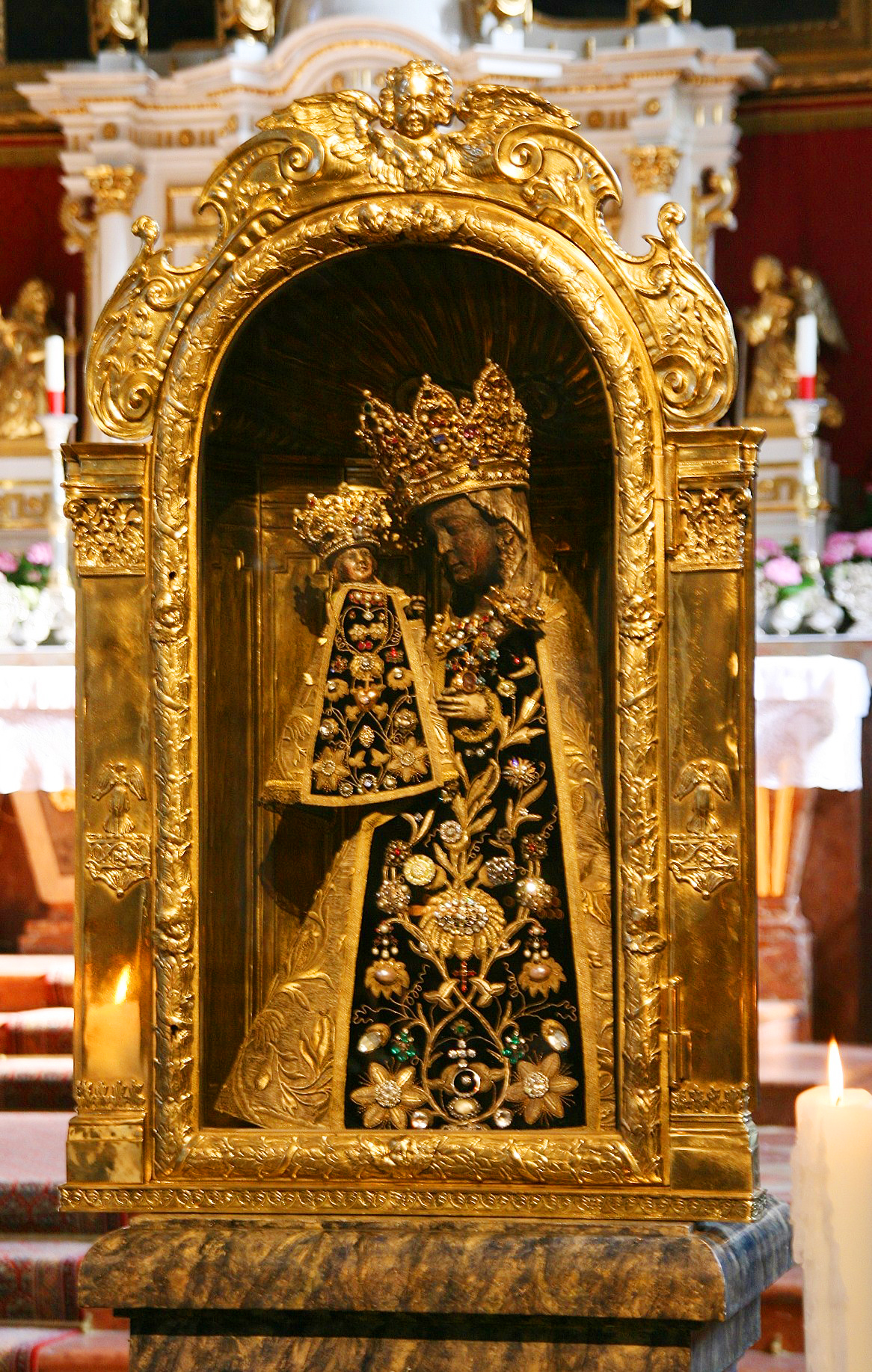
Fekete Madonna

A legalább 1200 éves múltra visszatekintő városka birtokosa 748-ban III. Tasziló bajor herceg, a legrégebbi német királyi ház az Agilolfing-dinasztia sarja volt, aki itt kápolnát is építtetett.
III. Tasziló herceget 788-ban Nagy Károly fosztotta meg trónjától és itt erődített királyi várat is építtetett. Az ő dédunokája volt Karlmann király, aki itt 876-ban bazilikát kezdett építeni.
911-ben, a Karoling-dinasztia kihalása után a város a portyázó magyarok könnyű zsákmányává vált.
1228-ban a Wittelsbach bajor hercegek hozzákezdtek ugyan a bazilika helyreállításához, de aztán mivel a város messze volt, az észak felől természetes védelmet nyújtó Inn folyótól 2 km-rel északabbra létrehozták Új-Öttinget (Neuötting).
Az újonnan létrehozott Új-Ötting település gyors fejlődésnek indult , fontos kereskedelmi központtá vált és 1321-ben már megkapta a városjogot is.
A régi várost Altöttingent „már csak a csoda mentette meg”: 1489-ben egy hároméves kisfiú vízbe fulladt itt és miután a régi kápolnában az oltárra fektették feléledt. Azóta ez az isteni kegyelem kápolnája (Gnadenkapelle) és akkora hírneve lett, hogy a harmincéves háború katolikus hadvezére Tilly gróf csatái előtt ide járt imádkozni és később itt is temették el. De járt itt Mária Terézia és Mária Lujza is 1810-ben, Párizsba való utazása előtt.
Napjainkban a nyári hónapokban zarándokok tízezrei érkeznek ide, esténként fáklyás felvonulásokat rendezve a kápolna körül.

## Nevezetességek
- Keresztelőkápolna
- Altöttingi Mária-kegytemplom (Gnadenkapelle).
- Szent Fülöp és Szent Jakab-templom.

## Galéria

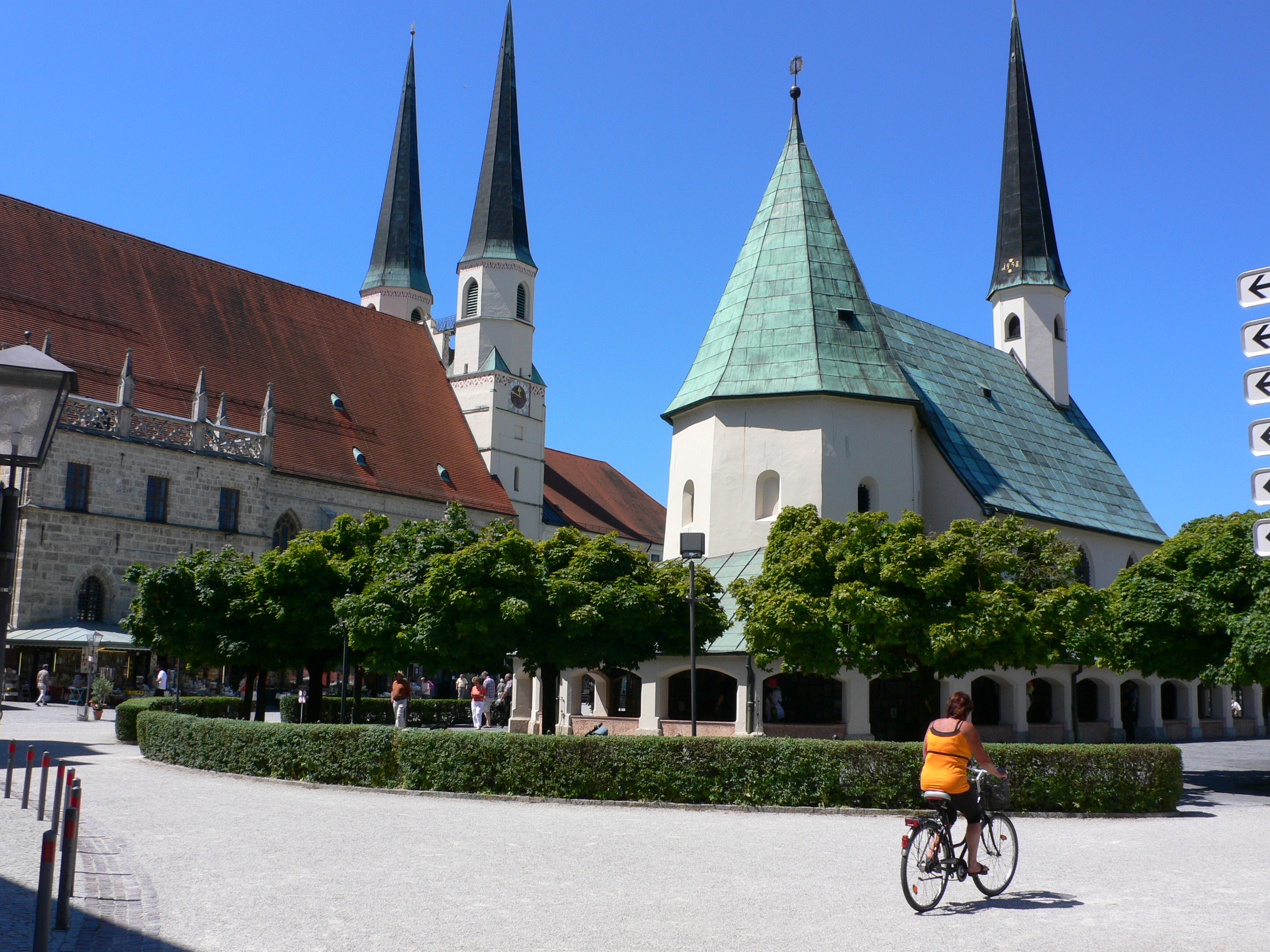
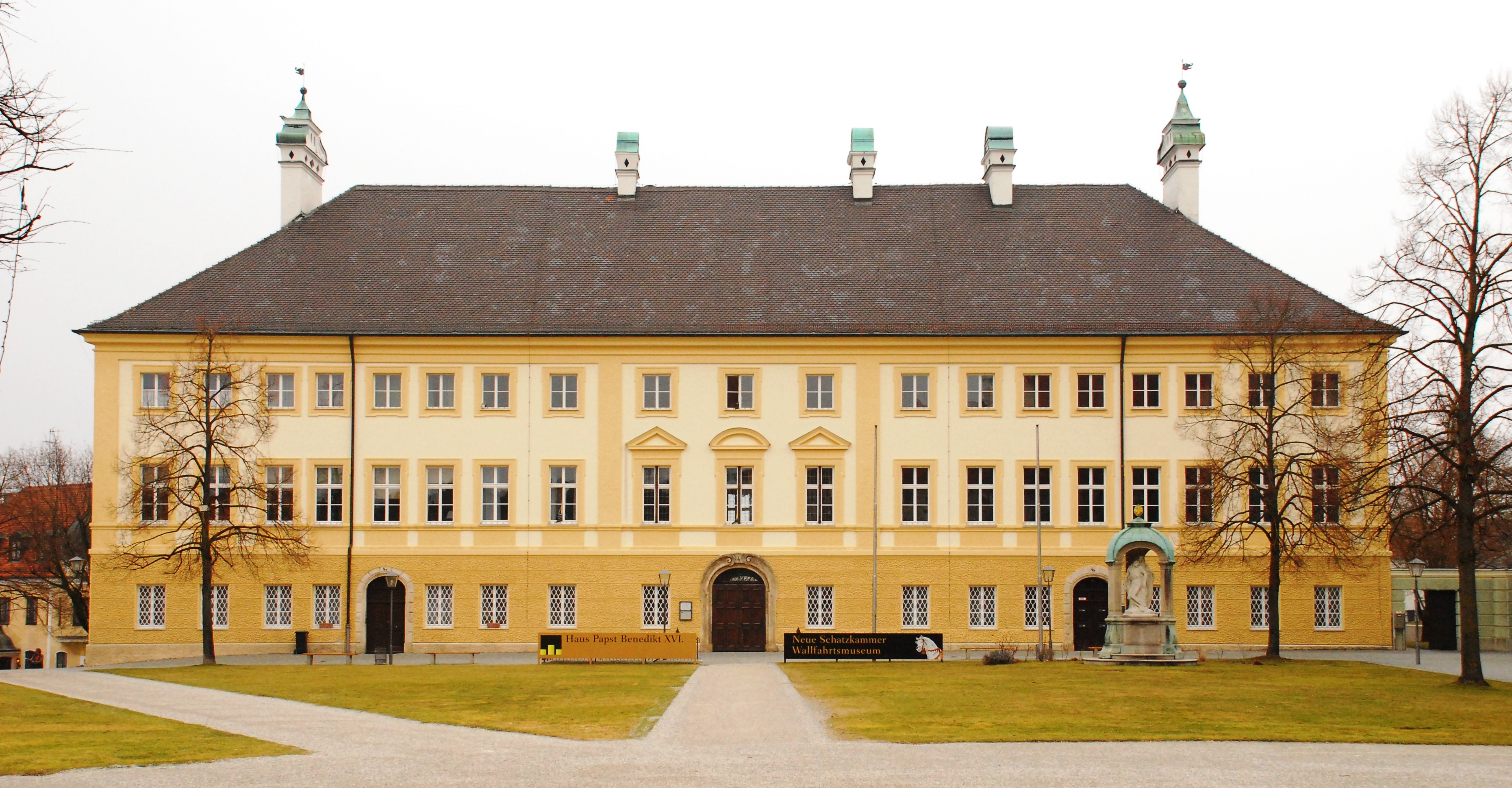
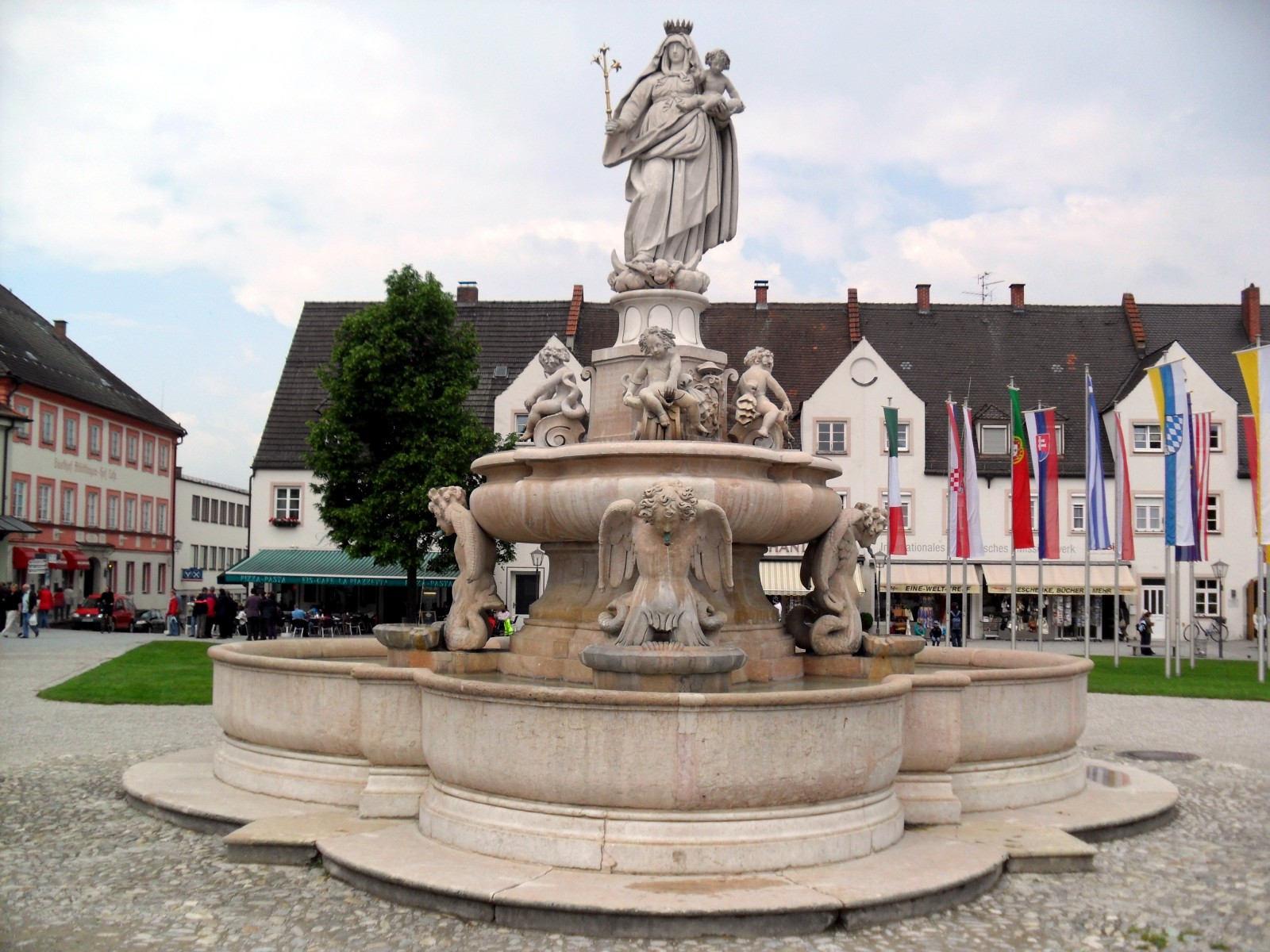
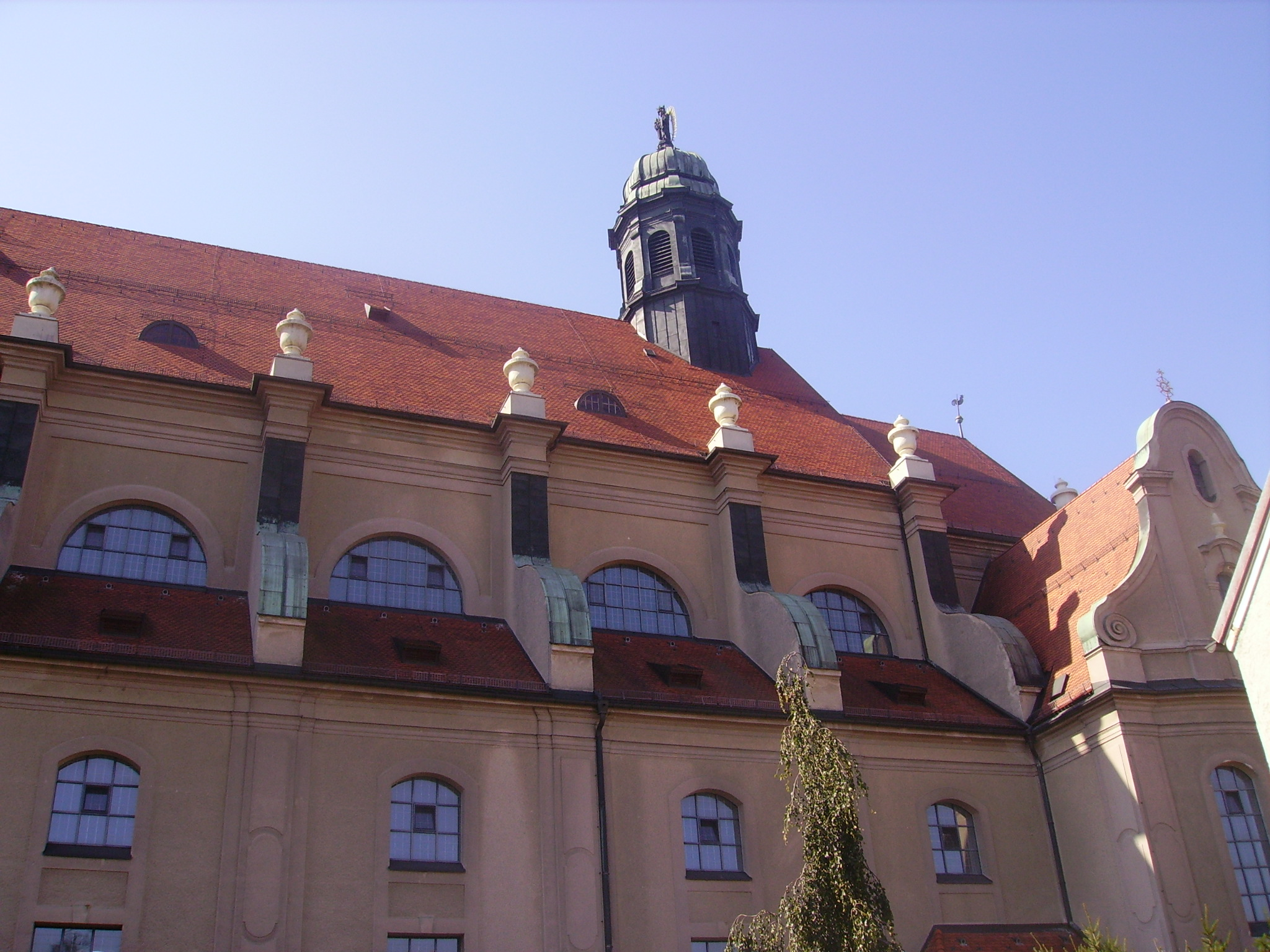
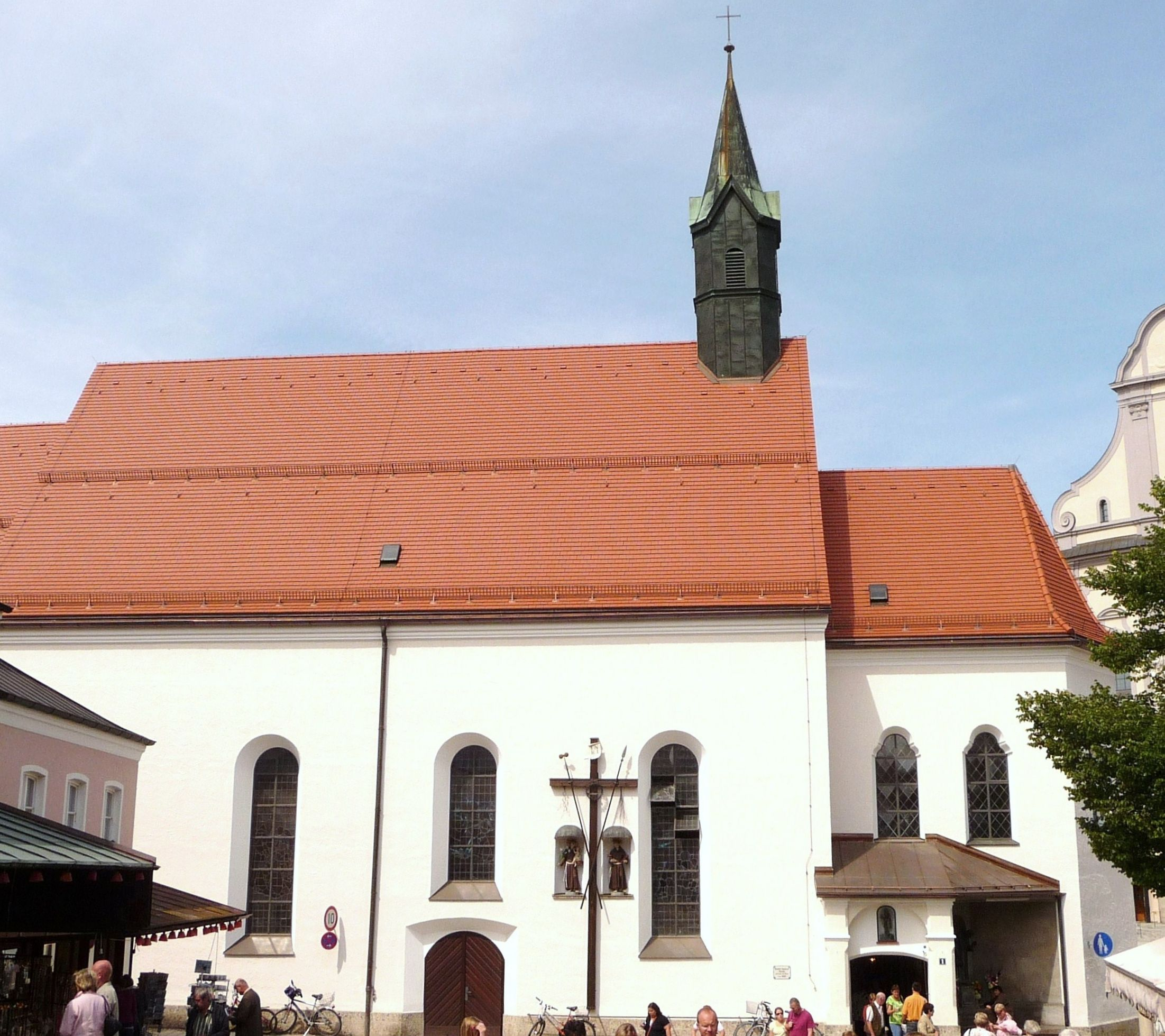
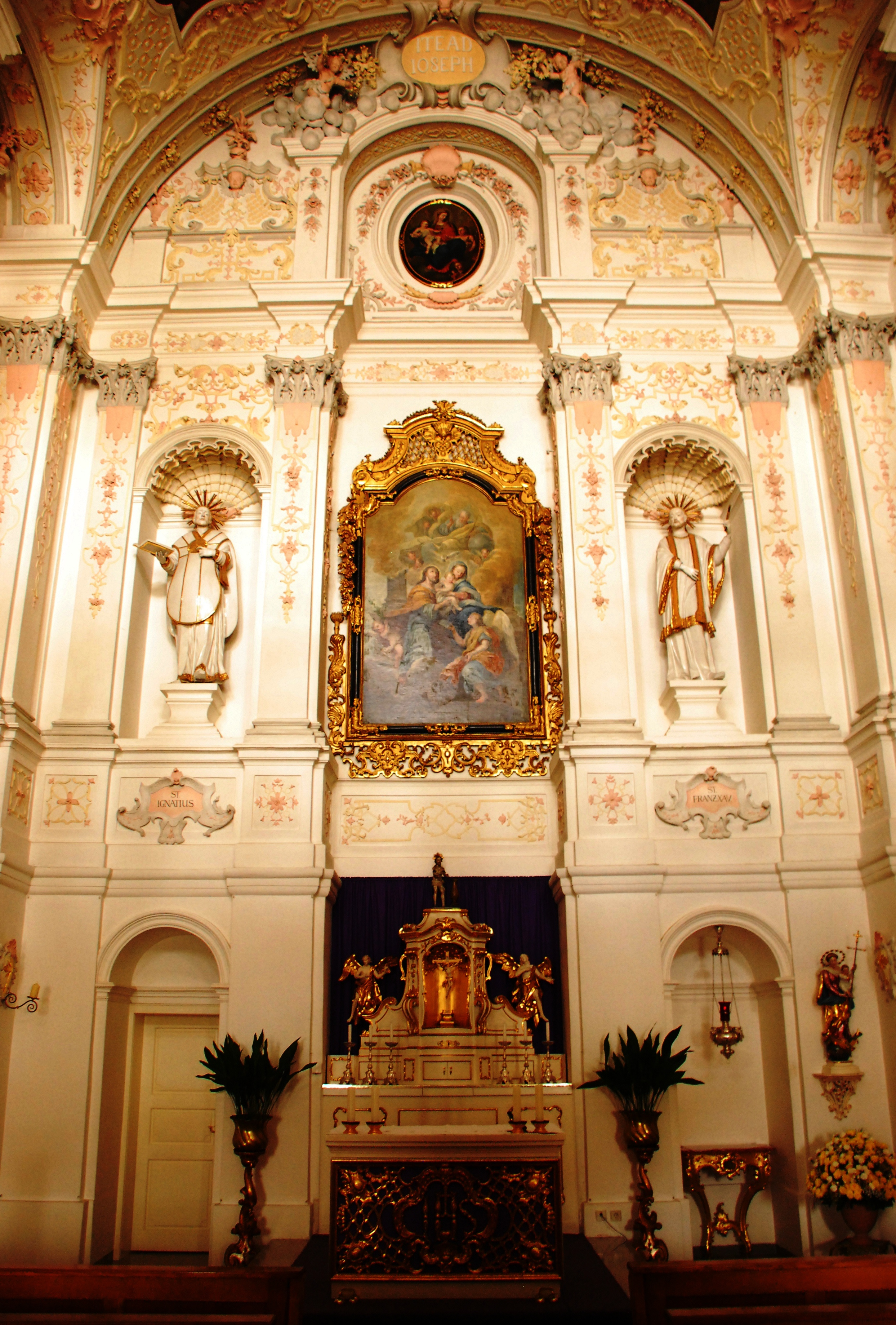
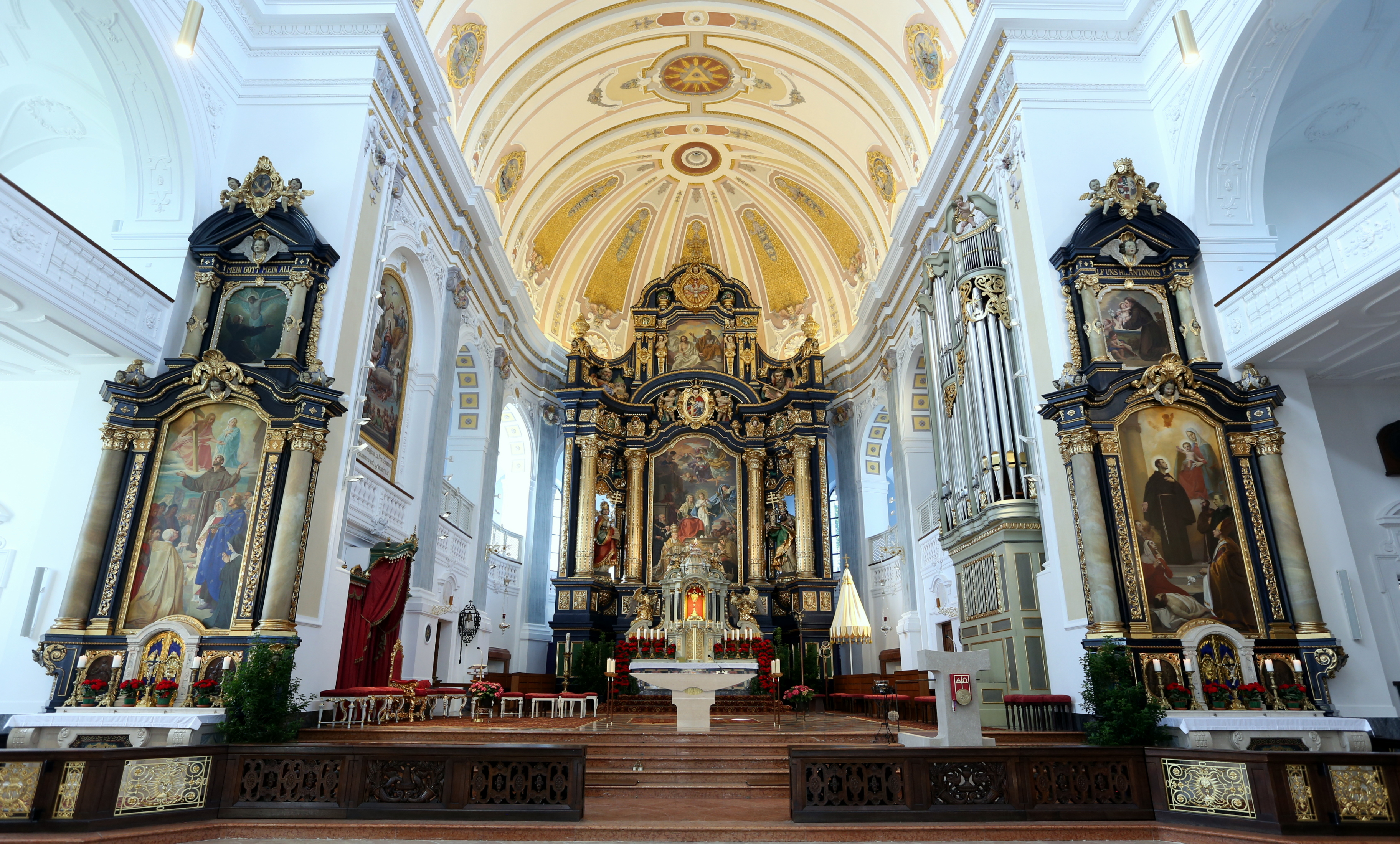
Szent Anna templom